# Ryszard Bosek
Ryszard Bosek, född 12 april 1950 i Kamienna Góra, är en polsk före detta volleybollspelare.
Bosek blev olympisk guldmedaljör i volleyboll vid sommarspelen 1976 i Montréal.